# Galería española

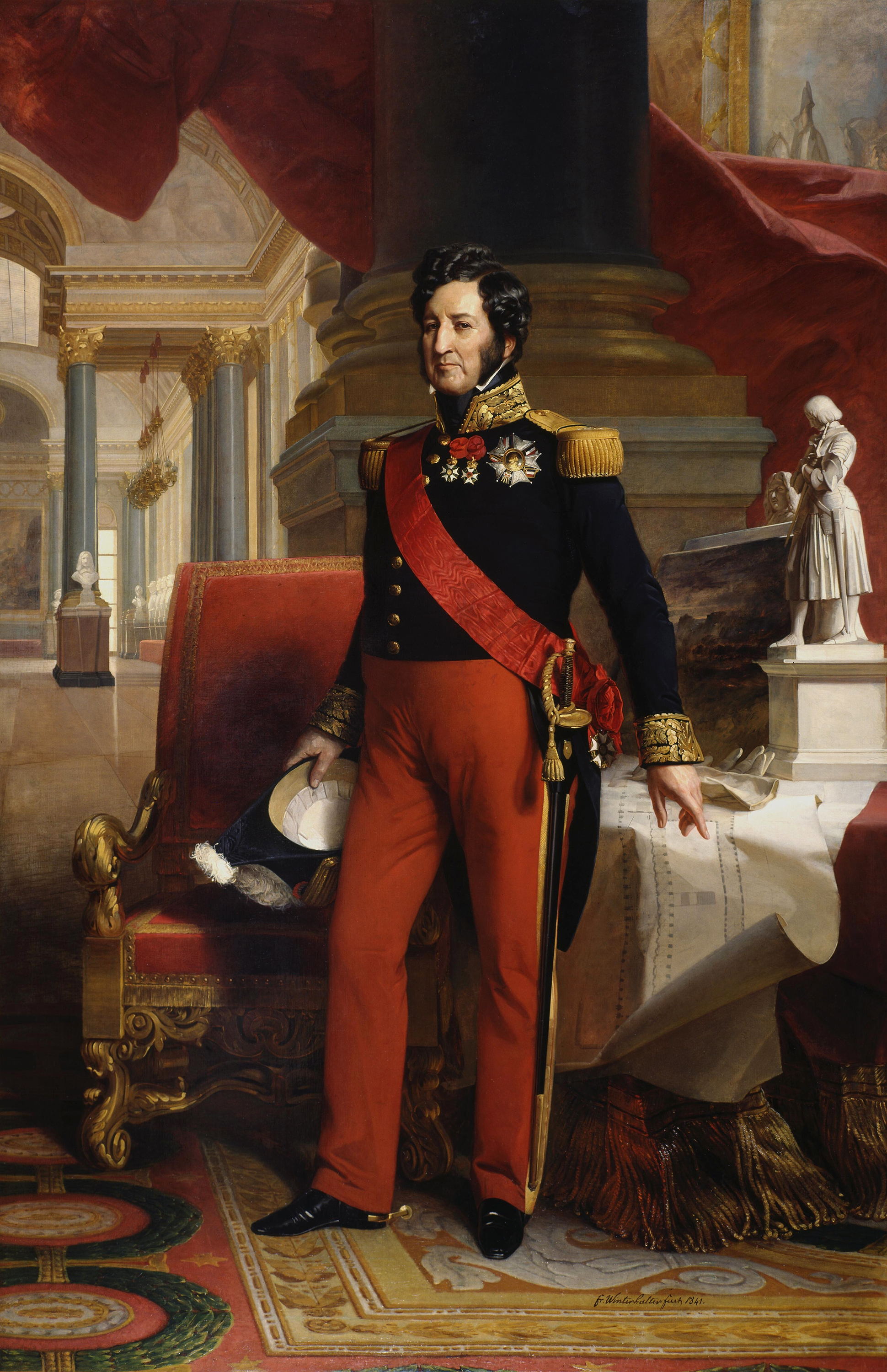
Retrato de Luis Felipe I, obra de Franz Xaver Winterhalter.

La galería española, también llamada museo español, fue una galería de pintura española creada por el rey francés Luis Felipe I en 1838, expuesta en el Museo del Louvre y desmantelada en 1853.

## Contexto
Hasta la Revolución francesa, el arte español era poco conocido en Francia. Apareció en el Louvre con las guerras napoleónicas y la política de saqueo de Vivant Denon. Sin embargo, las obras de arte robadas fueron devueltas por Francia después del Congreso de Viena (1814-1815).
Luis Felipe I de Francia decidió en 1835 fundar una galería de pintura española en el Louvre. Tenía varias motivaciones:
- Quería reconstruir los contactos con la rama española de la dinastía borbónica (la relación con la rama española se había deteriorado por las guerras napoleónicas), y legitimar su nuevo poder,
- También quiso utilizar la pintura española como modelo para renovar la pintura francesa, alejándose del neoclasicismo de la época.

## Creación de la galería
A partir de 1810, la ocupación francesa y la represión en España provocaron la inestabilidad del país ibérico. La secularización de las órdenes religiosas facilitó la venta de sus obras fuera del territorio español.
En 1835, el rey fundó una "misión artística" dirigida por el barón Isidore Taylor, encargado de constituir rápidamente una vasta colección de pintura española. Taylor adquirió una enorme colección de cientos de pinturas que van desde la pintura primitiva hasta el Siglo de Oro español. Muchas de las pinturas que adquirió eran desconocidas para el público porque procedían de colecciones religiosas.
La "Galería Española" se abrió al público el 7 de enero de 1838, acompañada de mucha promoción y publicidad por la corona. Luis Felipe I subrayó que la colección fue adquirida con fondos propios. La colección contaba por ejemplo con 81 obras de Francisco Zurbarán, 39 de Bartolomé Esteban Murillo, 28 de José de Ribera, 23 de Alonso Cano y 19 de Diego Velázquez. Muchas pinturas atrajeron la admiración del público.
Sin embargo, la colección, que contaba con 450 pinturas, fue criticada por su inconsistencia. Taylor envió "en masa" los cuadros, sin selección previa, y nadie en el Louvre tenía la experiencia necesaria para llevar a cabo esta selección. Maestros como Murillo y Zurbarán se presentaron junto a artistas mucho menos relevantes.

## Dispersión e influencia

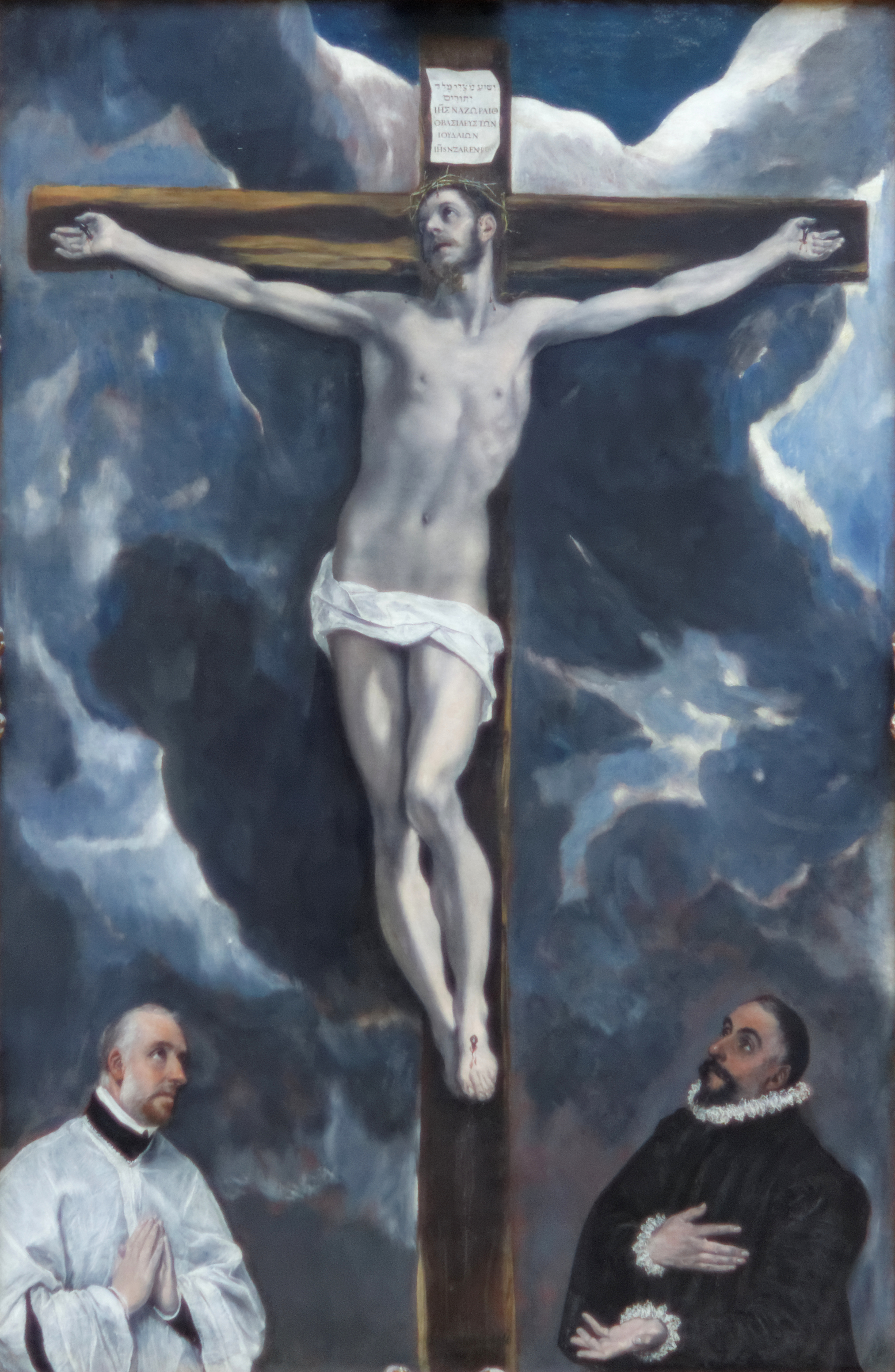
Cristo crucificado con dos donantes de El Greco.

Tras la muerte de Luis Felipe I, la colección fue desmantelada en Londres, del 6 al 8 de mayo de 1853, durante una subasta en Christie's. Sólo una pintura fue olvidada en los fondos y permaneció en el Louvre (Llanto sobre el cuerpo de Cristo de Jaume Huguet). Uno de los cuadros regresó más tarde al Louvre en 1908: Cristo crucificado con dos donantes de El Greco, comprado en la localidad de Prades por 25000 francos. Hoy en día sólo estas dos pinturas de la colección inicial están expuestas en el Louvre.
Esta colección fue vista por muchos artistas e intelectuales de la época, sobre los que influyó. Édouard Manet escribió a Charles Baudelaire, sobre Velázquez, en una carta del 14 de septiembre de 1865: "Es el mejor pintor de todos los tiempos".